# Theo van Duivenbode
Theo van Duivenbode (nascido em 1 de novembro de 1943) é um ex-futebolista neerlandês que jogou no Ajax e Feyenoord. Ele fez parte do time que ganhou a Liga dos Campeões e Intercontinental em 1970.

## Carreira
Nascido em Amsterdã, Van Duivenbode fez sua estréia em 3 de maio de 1964 no Ajax contra o Sparta, mas foi considerado fraco pelo treinador Rinus Michels depois de perderem a final da Liga dos Campeões de 1969 para o Milan.
Após esse jogo, ele deixou o clube e foi para os rivais do Feyenoord, com quem ele ganhou alguns títulos. Ele foi o terceiro jogador do Ajax na história a se juntar ao Feyenoord depois de Eddy Pieters Graafland e Henk Groot. Ele também marcou o seu único gol com a camisa do Feyenoord em seu primeiro Klassieker (Clássico entre Feyenoord e Ajax) em 2 de novembro de 1969.
Ele terminou sua carreira no Haarlem, seu último jogo foi em dezembro de 1974 contra o Excelsior.

## Na Seleção
Van Duivenbode fez sua estréia na Seleção Neerlandesa de Futebol em uma partida de qualificação para a Copa do Mundo de 1970 contra Luxemburgo. 
Ele jogou no total 5 jogos, sem marcar golos. O seu último jogo foi em um jogo de qualificação da Campeonato Europeu de Futebol em outubro de 1970 contra a Iugoslávia. 

## Vida Pessoal
Depois de se aposentar como jogador, ele se tornou um homem de negócios bem-sucedido e foi diretor comercial da companhia de seguros Stad Rotterdam Verzekeringen, que foi patrocinador do Feyenoord. 

### Administração de futebol
Van Duivenbode trabalhou para o Ajax em diferentes cargos e também foi membro do conselho na KNVB. A partir de 2017, ele tem um lugar no Conselho de Supervisores do Ajax.